# ببر لونغدان
ببر لونغدان (الاسم العلمي: Panthera zdanskiy) هو ببر منقرض من الأنواع التي يُنظر إليها على أنها قريبة من الببر المعاصر، نُقب عن حفرياته بمقاطعة قانسو في شمال غرب الصين.